# Пуя, Джорджо
Джорджо Пуя (итал. Giorgio Puia; 8 марта 1938, Гориция, Италия) — итальянский футболист, игравший на позиции защитника.

## Карьера
За свою клубную карьеру он успел поиграть за «Триестину», «Виченцу» и «Торино».
Он сыграл 7 матчей за сборную Италии по футболу с 1962 по 1970 год и был включен в итальянскую команду кубка Мира 1970. Он дебютировал 11 ноября 1962 в матче против Австрии, а последний раз вышел на поле за сборную 10 мая 1970 в матче против Португалии.